# Sankt Johann im Walde
Sankt Johann im Walde è un comune austriaco di 283 abitanti nel distretto di Lienz, in Tirolo.